# 阿尔巴尼亚国家档案总局
阿尔巴尼亚国家档案总局是阿尔巴尼亚共和国的国家档案机构，位于首都地拉那。在瑞士联邦档案馆的帮助下，这座档案馆于2004年达到现代档案馆标准。

## 历史
1949年6月8日，阿尔巴尼亚部长会议决定设立中央国家档案馆，作为一个中央机构。1962年，国家档案总局在此基础上建立。在阿尔巴尼亚社会主义人民共和国时期，馆内的收藏品和设施均年久失修。档案馆没有正式的馆藏管理制度，馆藏目录由人工撰写。政权垮台后，档案遭到洗劫。
1994年，瑞士联邦档案馆与阿尔巴尼亚国家档案总局取得联系，提供了保护馆藏和更新设施的帮助。2003年，档案馆主办了第二届巴尔干伊斯兰文明大会。截至2004年，瑞士总共向这座档案馆捐赠了190万瑞士法郎。档案馆也开始大幅扩充馆藏。瑞士基金将馆藏目录中近200万条记录数字化，并为其建立了在线搜索系统。这一搜索系统于2017年正式上线。
阿尔巴尼亚的档案馆每年会接到来自公众的近2.5万次查询，其中三分之一涉及国家档案馆，约有100名学者和学生前往该机构查找资料和进行研究。2011年，阿尔巴尼亚国家档案总局成为世界数字图书馆的合作伙伴。

## 馆藏
阿尔巴尼亚国家档案总局存放私人档案，包括来自政治组织、驻外组织、国家展览和援助机构的国家级司法人员的记录。档案馆还存放阿尔巴尼亚劳动党档案，以及劳动党向土地所有者征地的房契和合同。特殊藏品包括阿尔巴尼亚社会主义人民共和国与瑞士共产党之间的通信。
著名的藏品有《培拉特手抄本》和《培拉特手抄本Ⅱ》，这两件藏品均被列入世界记忆名录。档案馆还保存着《爱尔巴桑福音手稿》，它对爱尔巴桑字母爱好者而言是一份主要文件。